# Дайер, Дик
Рекс Ричард (Дик) Дайер (англ. Rex Richard (Dick) Dyer; 29 декабря 1929, Санта-Фе — 4 ноября 2004, Брин-Мар, Пенсильвания) — американский фехтовальщик, судья. Участник летних Олимпийских игр 1956 года, чемпион, серебряный и бронзовый призёр Панамериканских игр 1955 года.

## Биография
Дик Дайер родился 28 декабря 1929 года в американском городе Санта-Фе.
Окончил университет штата Пенсильвания. Играл в американский футбол за его команду, однако затем стал заниматься фехтованием в филадельфийском «Шалле Чисар». Дважды становился чемпионом США: в 1955 году в личном турнире саблистов, в 1956 году в командном турнире шпажистов в составе «Шалле Чисар».
В 1955 году завоевал комплект медалей на Панамериканских играх в Мехико: золотую в командном турнире саблистов, серебряную в командном турнире шпажистов, бронзовую в личном турнире саблистов.
В 1956 году вошёл в состав сборной США на летних Олимпийских играх в Мельбурне. В командном турнире саблистов команда США, за которую также выступали Тибор Ньилаши, Джордж Уорт, Абе Коэн, Аллан Квартлер и Норман Кон-Армитадж, в полуфинальной группе проиграла Венгрии — 1:9 и Польше — 6:10. Также был заявлен в индивидуальном турнире саблистов, но не вышел на старт.
В 1960 году судил соревнования по фехтованию на летних Олимпийских играх в Риме: индивидуальные турниры саблистов и рапиристок и командный турнир рапиристок.
Умер 4 ноября 2004 года в американской статистически обособленной местности Брин-Мар.

## Семья
Жена — Луиза Кнаб (1931—2013), американская фехтовальщица. Запасная сборной США на летних Олимпийских играх 1956 и 1960 годов.